# Boris Rohdendorf
Boris Borisovitj Rohdendorf (ryska: Борис Борисович Родендорф, Rodendorf, född den 12 juli 1904 i Sankt Petersburg, Kejsardömet Ryssland 
, död den 21 november 1977 i Moskva, Sovjetunionen, var en rysk entomolog och kurator vid det zoologiska museet vid Moskvauniversitetet samt hade en ledarroll vid paleontologiska institutet vid Sovjetunionens vetenskapsakademi.

Auktorsnamnet Rohdendorf kan användas för Boris Rohdendorf i samband med ett vetenskapligt namn inom zoologin; se Wikipedia-artiklar som länkar till auktorsnamnet.